# Ga Si Bearing MRT

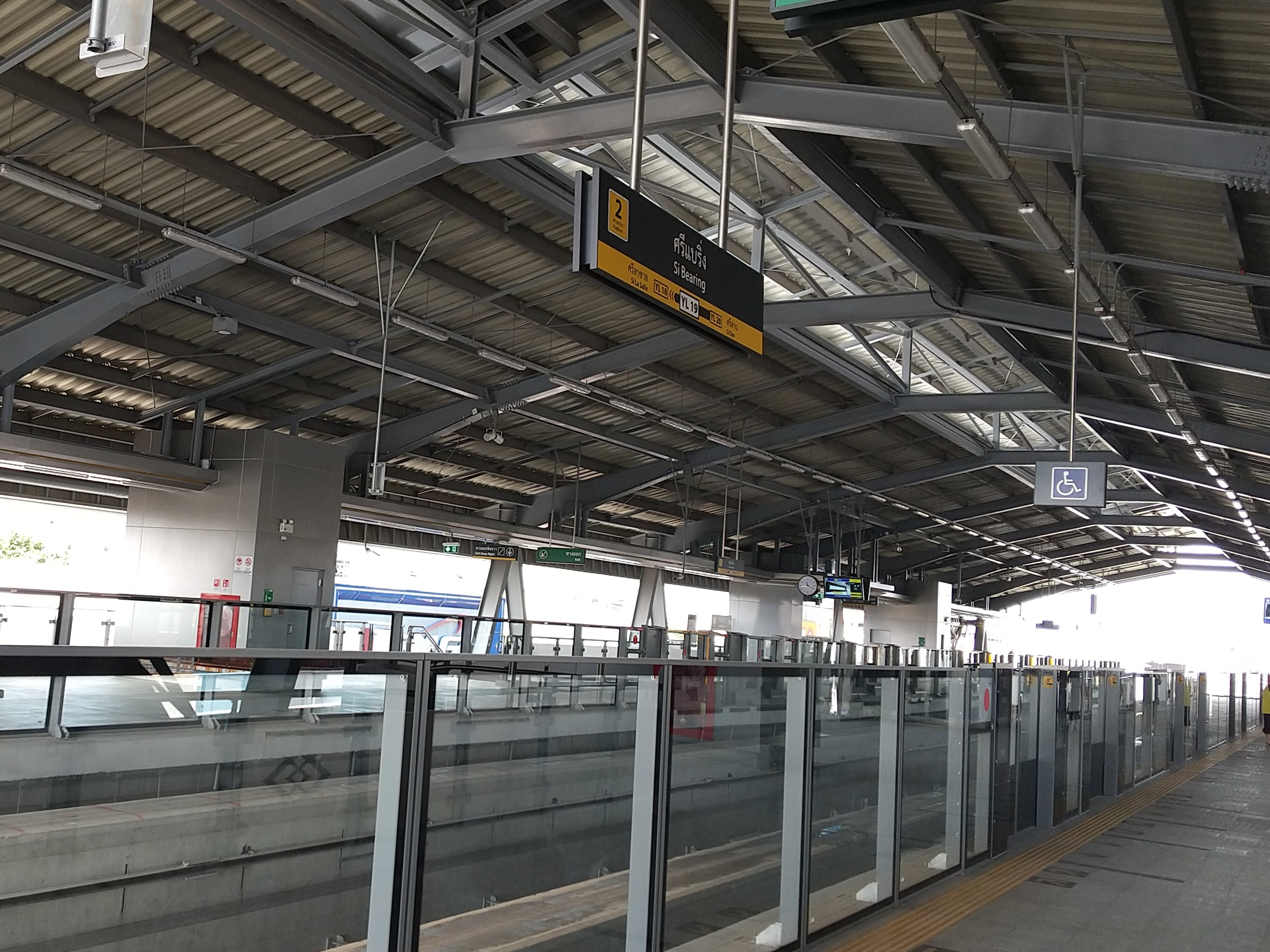
Ke ga

Ga Si Bearing (tiếng Thái: สถานีศรีแบริ่ง, RTGS: Sathani Si Baering, phát âm [sā.tʰǎː.nīː sǐː bɛ̄ː.rîŋ]) là một ga Bangkok MRT trên Tuyến Vàng. Nhà ga nằm trên Đường Srinagarindra tại tỉnh Samut Prakan và tên nhà ga được ghép bởi đường Srinagarindra và Bearing (Sukhumvit 107), nút giao tại nhà ga này. Nhà ga có bốn lối vào. Nó được mở cửa ngày 3 tháng 6 năm 2023 như một phần chạy thử nghiệm giữa ga Samrong và Hua Mak.